# Gran Premi de Mònaco del 1950
Resultats del Gran Premi de Mònaco de Fórmula 1 de la temporada 1950, disputat al circuit urbà de Montecarlo el 21 de maig del 1950.

## Resultats
| Pos  | No | Pilot                 | Equip                | Voltes | Temps/ Retirada              | Pos. de sortida | Punts |
| ---- | -- | --------------------- | -------------------- | ------ | ---------------------------- | --------------- | ----- |
| 1    | 34 | Juan Manuel Fangio    | Alfa Romeo           | 100    | 3h 13' 18. 7                 | 1               | 9     |
| 2    | 40 | Alberto Ascari        | Ferrari              | 99     | + 1 Volta                    | 7               | 6     |
| 3    | 48 | Louis Chiron          | Maserati             | 98     | + 2 Voltes                   | 8               | 4     |
| 4    | 42 | Raymond Sommer        | Ferrari              | 97     | + 3 Voltes                   | 9               | 3     |
| 5    | 50 | Prince Bira           | Maserati             | 95     | + 5 Voltes                   | 15              | 2     |
| 6    | 26 | Bob Gerard            | ERA                  | 94     | + 6 Voltes                   | 16              |       |
| 7    | 6  | Johnny Claes          | Talbot-Lago - Talbot | 94     | + 6 Voltes                   | 19              |       |
| Ret  | 38 | Luigi Villoresi       | Ferrari              | 63     | Probl. mecànics              | 6               |       |
| Ret  | 14 | Philippe Étancelin    | Talbot-Lago - Talbot | 38     | Pèrdua d'oli                 | 4               |       |
| Ret  | 2  | Jose Froilan Gonzalez | Maserati             | 1      | Accident                     | 3               |       |
| Ret  | 32 | Nino Farina           | Alfa Romeo           | 0      | Accident                     | 2               |       |
| Ret  | 36 | Luigi Fagioli         | Alfa Romeo           | 0      | Accident                     | 5               |       |
| Ret  | 16 | Louis Rosier          | Talbot-Lago - Talbot | 0      | Accident                     | 10              |       |
| Ret  | 10 | Robert Manzon         | Simca - Gordini      | 0      | Accident                     | 11              |       |
| Ret  | 52 | Toulo de Graffenried  | Maserati             | 0      | Accident                     | 12              |       |
| Ret  | 12 | Maurice Trintignant   | Simca - Gordini      | 0      | Accident                     | 13              |       |
| Ret  | 24 | Cuth Harrison         | ERA                  | 0      | Accident                     | 14              |       |
| Ret  | 44 | Franco Rol            | Maserati             | 0      | Accident                     | 17              |       |
| Ret  | 8  | Harry Schell          | Cooper - JAP         | 0      | Col·lisió                    | 20              |       |
| Ret. | 28 | Peter Whitehead       | Ferrari              |        | Motor                        | 21              |       |
| Ret. | 4  | Alfredo Piàn          | Maserati             |        | Accident en els entrenaments | 18              |       |

## Altres
- Pole: Juan Manuel Fangio 1' 50. 20
- Volta ràpida: Juan Manuel Fangio 1' 51. 00